# Trockenbach (Thierseer Ache)
Der Trockenbach ist ein Fließgewässer im Mangfallgebirge. Er entsteht westlich des Trainsjochsattels.
Im Trockenbachtal fließt er westwärts an den Trockenbachalmen vorbei, bevor er ins Ursprungtal eintritt und dort von links in die Thierseer Ache mündet. Der Trockenbach verläuft vollständig auf dem Gemeindegebiet von Thiersee.